# Хана Монтана и Мајли Сајрус: Најбоље од оба света концерт
Хана Монтана и Мајли Сајрус: Најбоље од оба света концерт (енгл. Hannah Montana and Miley Cyrus: Best of Both Worlds Concert) амерички је концертни филм из 2008. године чији је продуцент и издавач Walt Disney Pictures презентован у Disney Digital 3-D формату. Издат је у Сједињеним Америчким Државама и Канади за недељу дана, од 1. до 7. фебруара 2008. године, са каснијим издањима у другим државама. Режисер филма је Брајс Смит и продуцент Арт Репола.
Светска телевизијска премијера била је 26. јула 2008. године. Премијера на Дизни каналу привукла је 5,8 милиона гледалаца